# Clavulina decipiens
Clavulina decipiens é uma espécie de fungo pertencente à família Clavulinaceae.